# Corethrella lepida
Corethrella lepida är en tvåvingeart som beskrevs av Art Borkent 2008. Corethrella lepida ingår i släktet Corethrella och familjen Corethrellidae. Inga underarter finns listade i Catalogue of Life.